# Compsophorus flavobalteatus
Compsophorus flavobalteatus là một loài tò vò trong họ Ichneumonidae.